# Oostkerke (Dixmude)
Pour les articles homonymes, voir Oostkerke.
Oostkerke est une section de la ville belge de Dixmude située en Région flamande dans la province de Flandre-Occidentale. C'était une commune à part entière avant la fusion des communes de 1971.

## Démographie

### Évolution démographique
- Sources : INS, Rem. : 1831 jusqu'en 1970 = recensements[2].